# Bratkowce (obwód iwanofrankiwski)
Bratkowce (ukr. Братківці) – wieś na Ukrainie w rejonie iwanofrankiwskim obwodu iwanofrankiwskiego, założona w 1427 r. W II Rzeczypospolitej miejscowość należała do gminy wiejskiej Czerniejów w powiecie stanisławowskim województwa stanisławowskiego. Wieś liczy 2362 mieszkańców. 
W 1944 nacjonaliści ukraińscy z OUN-UPA zamordowali tutaj 11 Polaków, w tym naczelnika stacji kolejowej Michała Matuszewskiego.
Znajduje tu się stacja kolejowa Bratkowce, położona na linii Chryplin – Delatyn.
Dawniej część wsi nazywała się Okopy.